# Uddeholms AB

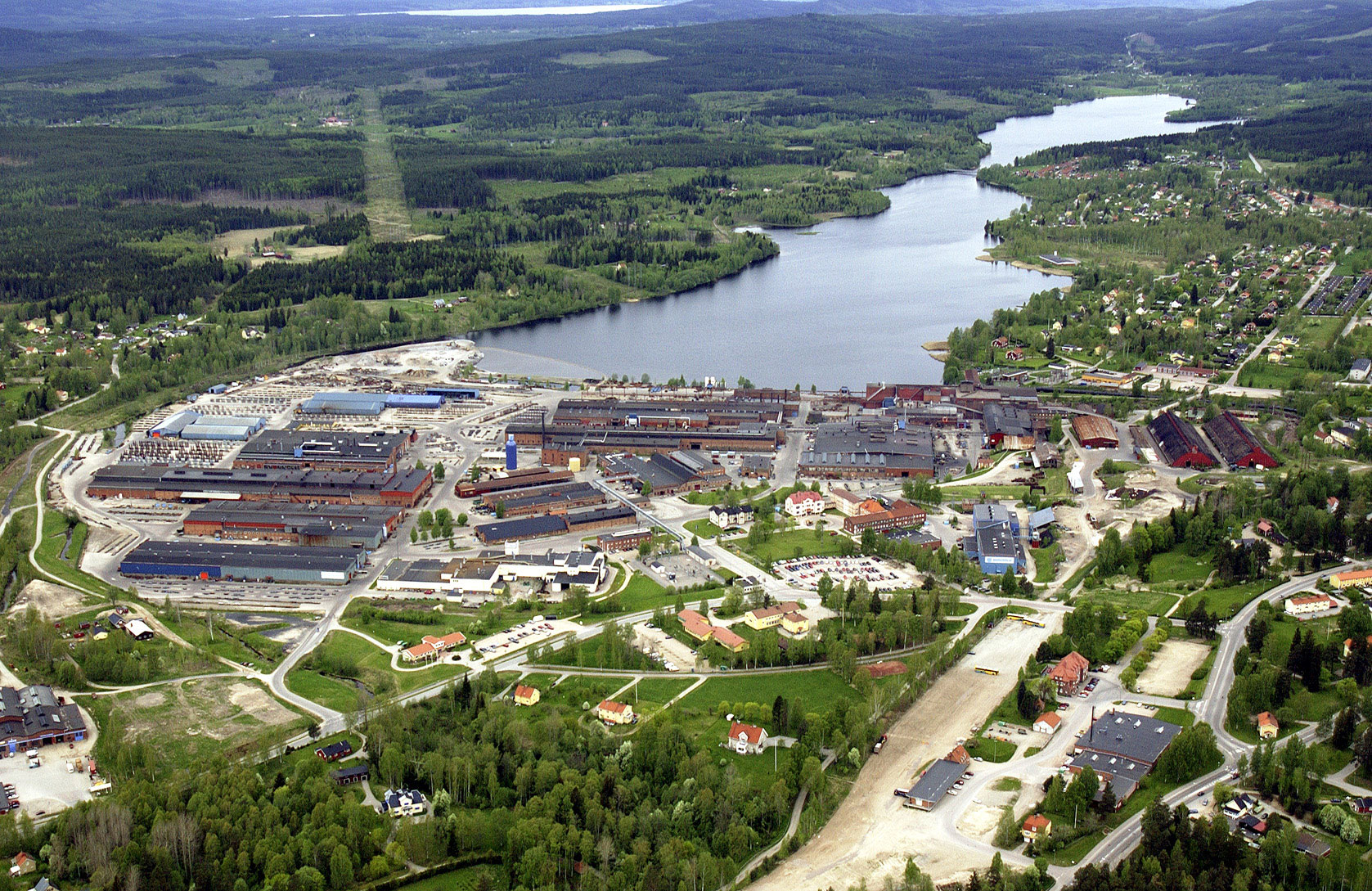
De fabriek in Hagfors van boven gezien

Uddeholms AB is een Zweedse multinational en producent van hooggelegeerd snelstaal met productie in het Zweedse Hagfors. Uddeholms AB heeft in Zweden 800 werknemers; internationaal heeft de Uddeholm groep 3000 medewerkers.

## Geschiedenis
Het bedrijf werd in 1668 opgericht door Johan Karlström. In 1715 zag Bengt Gustaf Geijer potentieel en kocht bedrijfje. Tot 1870 bleef het ijzerverwerkingsbedrijf familiebezit van de Geijers, de familie bezat door de tijd verschillende herenhuizen, waarvan Uddeholms herrgård de derde en tevens laatste was. Tot 1915 was dit herenhuis ook het hoofdkantoor. Al in 1830 werden de eerste handelsreizen naar Amerika georganiseerd, waardoor het bedrijf internationaal meer bekendheid kreeg. In 1870 werd het een publiek bedrijf, vanaf toen heeft het bedrijf zijn huidige naam.

## Producten
Uddeholms AB produceert in zijn fabriek in Hagfors hooggelegeerd snelstaal. Hiervan kunnen bijvoorbeeld gereedschap, mallen en messen gemaakt worden. Voor de verwerking van verschillende stoffen met deze gereedschappen hebben specifieke vormen van staal de voorkeur. De voorkeuren kunnen bijvoorbeeld verschillen in hardheid, slijtage en taaiheid. De vormen daarvan die Uddeholms voornamelijk fabriceert zijn snelstalen voor gereedschappen waarmee koud materiaal verwerkt moet worden, voor gereedschappen waarmee warm materiaal verwerkt moet worden en staalmallen voor de productie van kunststoffen gedeeltes.